# Gladys Willems
Gladys Willems (Schoten, 4 januari 1977) is een Belgisch boogschutter.

## Levensloop
Willems begon met boogschieten toen ze dertien jaar was, ze schiet met een compoundboog. In 2001 werd ze lid van het Belgisch nationaal team. Ze deed mee aan diverse nationale en internationale wedstrijden. 
In 2003 werd ze wereldkampioene indoor te Nîmes en in 2006 behaalde ze zilver op het WK veldboogschieten te Göteborg.
In mei 2007 verbrak ze in Goirle het FITA-wereldrecord met 1411 punten (uit een maximaal te behalen aantal van 1440). In dezelfde wedstrijd schoot ze ook een nieuw wereldrecord van 356 (op een mogelijke 360) punten op de 60 meter. Eveneens in 2007 won ze met het Belgisch team (voorts bestaande uit Catheline Dessoy en Petra Haemhouts) goud op het WK te Leipzig. Op de Wereldspelen van 2009 te Kaohsiung eindigde ze op de vierde plaats.
Eind februari 2010 schreef ze de World Indoor Challenge in Las Vegas op haar naam met een maximumscore van 300 op 300. Ook in 2010 behaalde ze individueel zilver en met het Belgisch team  (voorts bestaande uit Sarah Prieels en Michèle Gillet) goud op het EK te Rovereto. Op het WK van 2016 viel ze net naast het podium. Ze werd er vierde nadat ze de strijd om brons verloor tegen de Duitse Carolin Landesfeind.

## Resultaten
| 2003 WK indoor (individueel) 2004 6e Europees Grand Prix 2006 5e EK outdoor | 2007 World Cup, stage 2 (individueel) World Cup, stage 3 (individueel) WK outdoor (team) 2008 World Cup, stage 2 (team) 9e EK outdoor |